# توماس يوهانسون (لاعب كرة الريشة)
توماس يوهانسون (بالسويدية: Tomas Johansson)‏ هو لاعب كرة الريشة سويدي، ولد في 12 أغسطس 1969 في Västra Frölunda ‏ في السويد.

## وصلات خارجية
- توماس يوهانسون على موقع BWF.tournamentsoftware.com (الإنجليزية)
- توماس يوهانسون على موقع BWFbadminton.com (الإنجليزية)
- توماس يوهانسون على موقع اللجنة الأولمبية الدولية (الإنجليزية)
- توماس يوهانسون على موقع أوليمبيديا (الإنجليزية)
- توماس يوهانسون على موقع اللجنة الأولمبية السويدية (السويدية)